# Hapoel Ironi Kiryat Shmona FC
Hapoel Ironi Kiryat Shmona Football Club (ebraică מועדון כדורגל הפועל עירוני קרית שמונה) este un club de fotbal din Kiryat Shmona, Israel. Echipa joacă meciurile de acasă pe Ironi Stadium cu o capacitate de 5.200 de locuri.

## Palmares
- Liga Leumit (liga secundă)
  - Câștigătoare: 2006–07, 2009–10
- Liga Alef (liga a patra)
  - Câștigătoare: Divizia de Nord 2000–01
- Toto Cup Leumit
  - Câștigătoare: 2007, 2010